# Itzulia Women
Itzulia Women (auf Baskisch Euskal Herriko Emakumezkoen Itzulia) ist ein WorldTour-Etappenrennen im Straßenradsport der Frauen, welches im Baskenland ausgetragen wird. Veranstalter ist OCETA, der auch die Baskenland-Rundfahrt und die Clásica San Sebastián im Männerradsport ausrichtet.
Zur Saison 2021 wurde das Rennen erstmals unter diesem Namen in den Kalender der UCI Women’s WorldTour aufgenommen, konnte wegen der Pandemie aber nicht als Etappenrennen durchgeführt werden. Die erste Austragung als WorldTour-Etappenrennen (mit drei Etappen) wurde in der Saison 2022 durchgeführt.
Vorläufer dieses Rennens waren die von 1992 bis 2019 als Etappenrennen durchgeführte Emakumeen Bira sowie die Donostia San Sebastian Klasikoa, die ab 2019 vom Veranstalter der Itzulia Women als Eintagesrennen parallel zum Männerrennen Clasica San Sebastian ausgetragen wurde. Im Jahr 2020, dem ersten Jahr der COVID-19-Pandemie, fiel die Clasica aus.

## Palmarès
Donostia San Sebastian Klasikoa
| Jahr | Siegerin             | Zweite         | Dritte               |          |
| ---- | -------------------- | -------------- | -------------------- | -------- |
| 2019 | Lucy Kennedy         | Janneke Ensing | Pauliena Rooijakkers |          |
| 2020 | abgesagt             | abgesagt       | abgesagt             | abgesagt |
| 2021 | Annemiek van Vleuten | Ruth Edwards   | Tatiana Guderzo      |          |

Itzulia Women
| Jahr | Siegerin       | Zweite               | Dritte               |
| ---- | -------------- | -------------------- | -------------------- |
| 2022 | Demi Vollering | Pauliena Rooijakkers | Kristen Faulkner     |
| 2023 | Marlen Reusser | Demi Vollering       | Katarzyna Niewiadoma |
| 2024 | Demi Vollering | Mischa Bredewold     | Juliette Labous      |
| 2025 | Demi Vollering | Mischa Bredewold     | Sarah Van Dam        |